# Raivis Dzintars

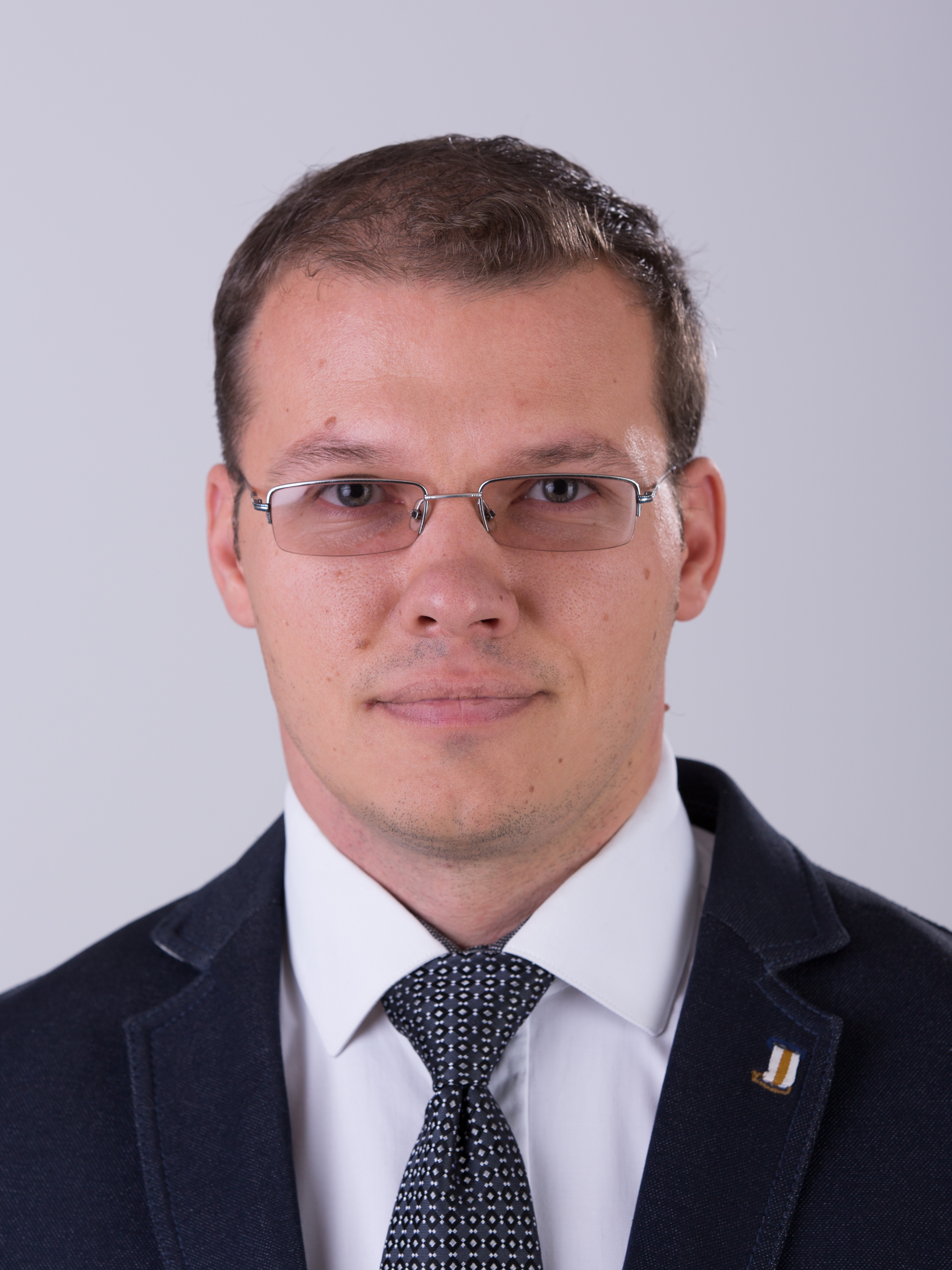
Raivis Dzintars (2014)

Raivis Dzintars (* 25. November 1982 in Riga, Lettische SSR) ist ein lettischer Politiker. Er ist seit 2011 Vorsitzender der Partei Nacionālā apvienība „Visu Latvijai!“ – „Tēvzemei un Brīvībai/LNNK“ (NA).

## Leben
Dzintars besuchte bis 2001 die 77. Rigaer Mittelschule. Danach studierte er Politikwissenschaften an der Universität Lettlands. Von 2004 bis 2006 war er als Journalist bei der Zeitung Latvijas Avīze tätig.
Bereits als Schüler hatte er im August 2000 die ethno-nationalistische, rechtsextreme Jugendorganisation Visu Latvijai! („Alles für Lettland!“) gegründet. Seitdem die Gruppe 2006 zu einer politischen Partei wurde, ist Dzintars im Parteivorstand tätig. Er ist seit 2010 Abgeordneter in der Saeima, dem lettischen Parlament. Visu Latvijai fusionierte 2011 mit der nationalkonservativen Partei Tēvzemei un Brīvībai/LNNK zur Nacionālā apvienība (NA; Nationalen Allianz), deren Ko-Vorsitzender Dzintars anschließend war. Seit 2016 ist er auch Fraktionsvorsitzender der NA in der Saeima. Seit 2017 ist Dzintars der alleinige Parteivorsitzende der NA.
Raivis Dzintars ist verheiratet. Zusammen mit seiner Frau Marta hat er zwei Söhne.

## Schriften
- Pozitīvais nacionālisms SIA „J.L.V.“, Riga, 2009
- Ceturtā atmoda ISBN 998 482 7666